# Shaping (köpinghuvudort i Kina, Hubei Sheng, lat 29,38, long 113,87)
Shaping (kinesiska: 沙坪, 沙坪镇) är en köpinghuvudort i Kina. Den ligger i provinsen Hubei, i den centrala delen av landet, omkring 140 kilometer söder om provinshuvudstaden Wuhan. Antalet invånare är 29 318. Befolkningen består av 14 225 kvinnor och 15 093 män. Barn under 15 år utgör 18,0 %, vuxna 15-64 år 74 %, och äldre över 65 år 6,0 %.
Runt Shaping är det tätbefolkat, med 383 invånare per kvadratkilometer. Närmaste större samhälle är Daping, 18,2 km väster om Shaping. I omgivningarna runt Shaping växer i huvudsak blandskog.
Genomsnittlig årsnederbörd är 2 078 millimeter. Den regnigaste månaden är maj, med i genomsnitt 321 mm nederbörd, och den torraste är januari, med 54 mm nederbörd.